# Colonia Concordia
Colonia Concordia ist eine Ortschaft im Westen Uruguays.

## Geographie
Sie befindet sich im westlichen Teil des Departamento Soriano in dessen Sektor 4. Colonia Concordia liegt südwestlich von Dolores bzw. Chacras de Dolores und südöstlich von La Concordia, wenige Kilometer vom linksseitigen Ufer des Río Uruguay entfernt.

## Infrastruktur
Anschluss an das Verkehrswegenetz hat Colonia Concordia über die unweit östlich verlaufende Ruta 21.

## Einwohner
Colonia Concordia hatte bei der Volkszählung im Jahre 2004 55 Einwohner.
| Jahr | Einwohner |
| ---- | --------- |
| 1985 | -         |
| 1996 | 47        |
| 2004 | 55        |

Quelle: Instituto Nacional de Estadística de Uruguay